# Football Club Pyunik

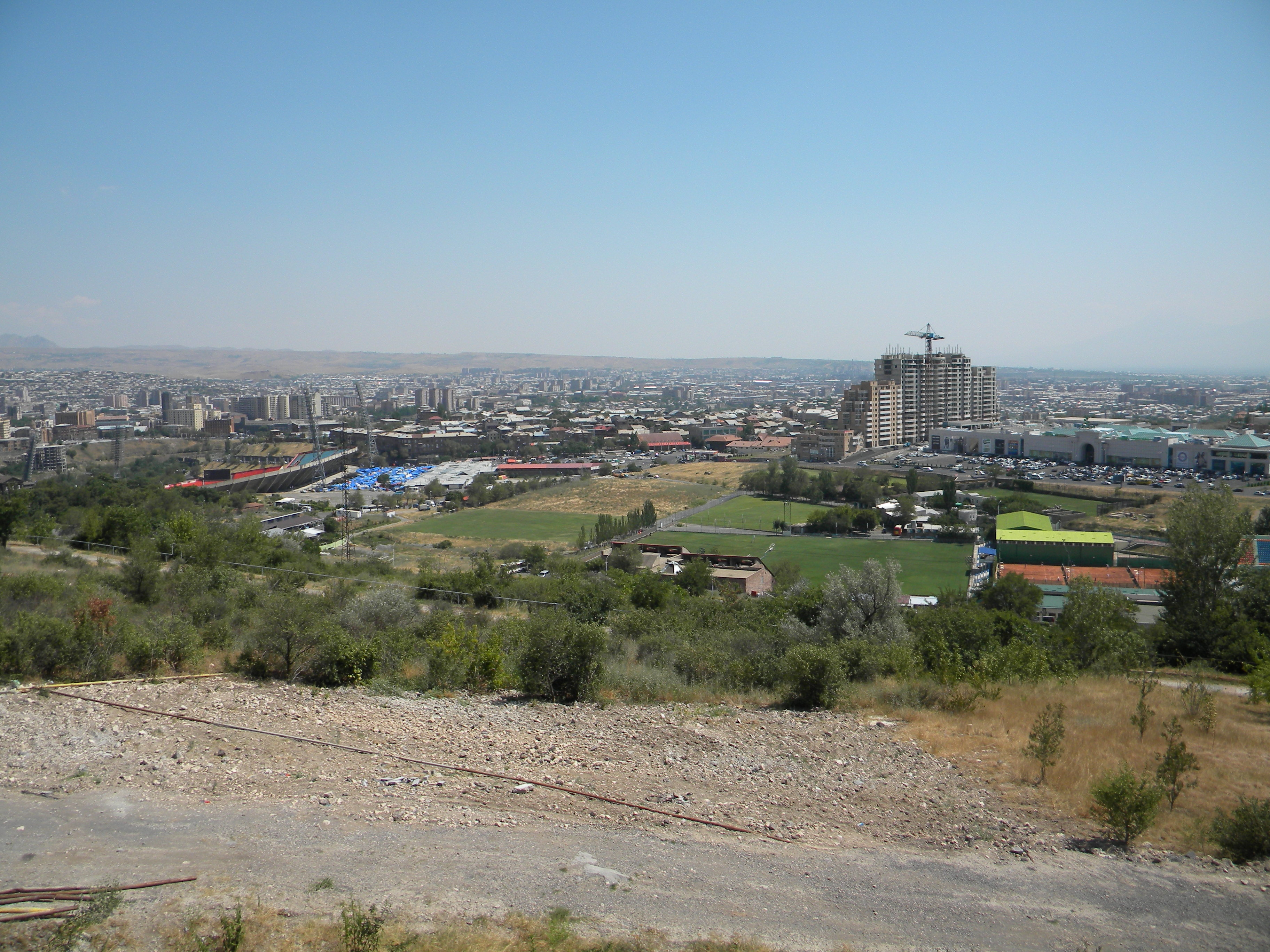
El Hanrapetakan, estadio del club hasta el 2013.

El FC Pyunik (en armenio: Ֆուտբոլային Ակումբ Փյունիկ) es un club de fútbol de la ciudad de Ereván, Armenia. Fue fundado en 1992 y juega en la Liga Premier de Armenia. El club es dueño de su propio estadio, el Estadio Nairi en Ereván, pero debido a la mala infraestructura de la sede, se vio obligado a regalárselo al ya desaparecido FC Yerevan, y el Pyunik pasó a jugar sus partidos como local en el estadio Republicano de Ereván.
El Pyunik es el club más laureado y uno de los más populares del fútbol armenio con trece Ligas, cinco Copas y ocho Supercopas.

## Historia
El club fue fundado en como Homenetmen Ereván, y mantuvo ese nombre hasta la temporada 1995-96, cuando fue rebautizado como Pyunik (en español: Fénix). Después de ganar el título en dos ocasiones como FC Pyunik en 1996 y 1997, el club comenzó a experimentar dificultades financieras y finalmente se disolvió en 1999.
La nueva era del Pyunik comenzó en 2001, cuando absorbió al FC Armenikum y automáticamente obtuvo el ascenso a la Liga Premier de Armenia sin jugar un solo partido en las ligas inferiores. El dueño del club, el hombre de negocios armenio Ruben Hayrapetyan, adoptó un enfoque mucho más serio para el club y trajo jugadores de nivel contrastado como Artavazd Karamyan y Arman Karamyan procedentes de otros clubes de Armenia. Además, el FC Pyunik fichó entrenadores y futbolistas extranjeros de Mali, Camerún, Argentina y Rumania. Estas mejoras ofrecieron resultados rápidos, y el Pyunik ganó el título de Liga y Copa de Armenia en 2002. Más tarde, por primera vez en la historia de la Armenia independiente, un club armenio avanzó a la segunda ronda de la Liga de Campeones. Posteriormente, el club encadenó una racha de diez títulos de Liga Premier de manera consecutiva.
En la temporada 2022/23 se convirtió en el primer equipo de Armenia en alcanzar la fase de grupos de un torneo continental en la UEFA Conference League, donde terminó en tercer lugar no sin ante eliminar al Red Star Belgrade en la ronda de clasificación.

## Rivales
Los dos principales rivales del Pyunik son el Ararat y FC Banants, sin embargo, la rivalidad con Ararat es mucho más intensa que la de Banants. La razón de ello se debe a que el Ararat es célebre por ser el club más querido de Ereván debido a sus logros soviéticos, mientras que Banants proceden originalmente de la región de Kotayk, y se trasladó a Ereván en 2001. En otra categoría, Banants y Pyunik compiten con sus academias juveniles, las cuales son consideradas como las dos mejores academias del país.

## Academia de juveniles

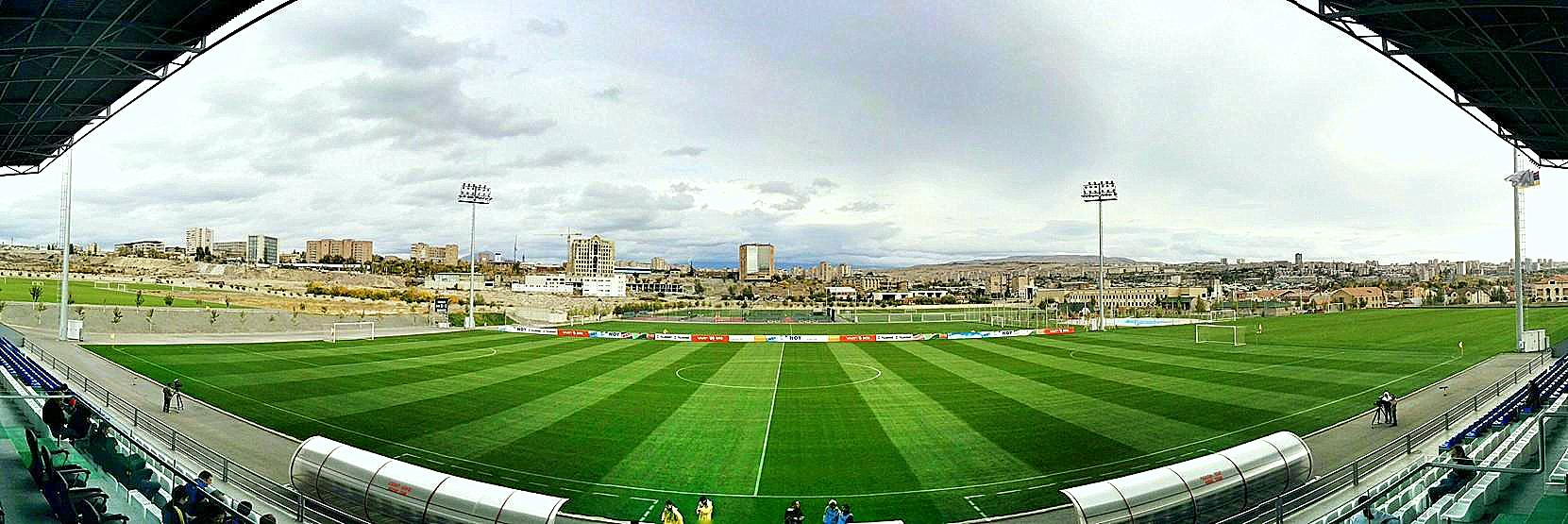
Vista panorámica del Football Academy Stadium

El Pyunik posee modernos y desarrollados servicios de formación de jóvenes futbolistas en Ereván, como parte de la Academia Pyunik. Con el paso del tiempo, el Pyunik ha demostrado que tiene la escuela de jóvenes talentos mejor preparada de Armenia. La prueba es que la mayoría de los jugadores armenios jóvenes del equipo nacional pertenecen al Pyunik, además de que en 2005, la selección armenia sub-19 participó en el torneo final del Campeonato de Europa sub-19 de fútbol. Hay varios ejemplos de productos de la cantera del Pyunik como Edgar Manucharyan, Robert Arzumanyan, Gevorg Ghazaryan, Apoula Edel y Henrikh Mkhitaryan, que debutaron con el equipo nacional de Armenia desde edades muy jóvenes.

## Palmarés

### Torneos nacionales (32)
- Liga Premier de Armenia (16): 1992, 1995/96, 1996/97, 2001, 2002, 2003, 2004, 2005, 2006, 2007, 2008, 2009, 2010, 2015, 2022, 2024 (Récord)

- Copa de Armenia (8): 1996, 2002, 2004, 2009, 2010, 2012/13, 2014, 2015 (Récord)

- Supercopa de Armenia (9): 1997, 2001, 2004, 2005, 2007, 2008, 2010, 2011, 2015 (Récord)

## Participación en competiciones de la UEFA

### Partidos
| Temporada | Torneo                        | Ronda             | Club                    | Casa | Visita    | Global      |
| --------- | ----------------------------- | ----------------- | ----------------------- | ---- | --------- | ----------- |
| 1996–97   | UEFA Cup                      | Clasificatoria    | HJK Helsinki            | 3–1  | 2–5 (aet) | 5–6         |
| 1997–98   | UEFA Champions League         | 1° Clasificatoria | MTK Budapest            | 0–2  | 3–4       | 3–6         |
| 2002–03   | UEFA Champions League         | 1° Clasificatoria | Tampere United          | 2–0  | 4–0       | 6–0         |
| 2002–03   | UEFA Champions League         | 2° Clasificatoria | Dynamo Kyiv             | 2–2  | 0–4       | 2–6         |
| 2003–04   | UEFA Champions League         | 1° Clasificatoria | KR Reykjavík            | 1–0  | 1–1       | 2–1         |
| 2003–04   | UEFA Champions League         | 2° Clasificatoria | CSKA Sofia              | 0–2  | 0–1       | 0–3         |
| 2004–05   | UEFA Champions League         | 1° Clasificatoria | Pobeda Prilep           | 1–1  | 3–1       | 4–2         |
| 2004–05   | UEFA Champions League         | 2° Clasificatoria | Shakhtar Donetsk        | 1–3  | 0–1       | 1–4         |
| 2005–06   | UEFA Champions League         | 1° Clasificatoria | Haka Valkeakoski        | 2–2  | 0–1       | 2–3         |
| 2006–07   | UEFA Champions League         | 1° Clasificatoria | Sheriff Tiraspol        | 0–0  | 0–2       | 0–2         |
| 2007–08   | UEFA Champions League         | 1° Clasificatoria | Derry City              | 2–0  | 0–0       | 2–0         |
| 2007–08   | UEFA Champions League         | 2° Clasificatoria | Shakhtar Donetsk        | 0–2  | 1–2       | 1–4         |
| 2008–09   | UEFA Champions League         | 1° Clasificatoria | Anorthosis Famagusta    | 0–2  | 0–1       | 0–3         |
| 2009–10   | UEFA Champions League         | 2° Clasificatoria | Dinamo Zagreb           | 0–0  | 0–3       | 0–3         |
| 2010–11   | UEFA Champions League         | 2° Clasificatoria | Partizan Belgrade       | 0–1  | 1–3       | 1–4         |
| 2011–12   | UEFA Champions League         | 2° Clasificatoria | Viktoria Plzeň          | 0–4  | 1–5       | 1–9         |
| 2012–13   | UEFA Europa League            | 1° Clasificatoria | Zeta Golubovci          | 0–3  | 2–1       | 2–4         |
| 2013–14   | UEFA Europa League            | 1° Clasificatoria | Teteks Tetovo           | 1–0  | 1–1       | 2–1         |
| 2013–14   | UEFA Europa League            | 2° Clasificatoria | Žalgiris Vilnius        | 1–1  | 0–2       | 1–3         |
| 2014–15   | UEFA Europa League            | 1° Clasificatoria | Astana                  | 1–4  | 0–2       | 1–6         |
| 2015–16   | UEFA Champions League         | 1° Clasificatoria | Folgore                 | 2–1  | 2–1       | 4–2         |
| 2015–16   | UEFA Champions League         | 2° Clasificatoria | Molde FK                | 1–0  | 0–5       | 1–5         |
| 2016–17   | UEFA Europa League            | 1° Clasificatoria | Europa FC               | 2–1  | 0–2       | 2–3         |
| 2017–18   | UEFA Europa League            | 1° Clasificatoria | Slovan Bratislava       | 1–4  | 0–5       | 1–9         |
| 2018–19   | UEFA Europa League            | 1° Clasificatoria | Vardar                  | 1–0  | 2–0       | 3–0         |
| 2018–19   | UEFA Europa League            | 2° Clasificatoria | Tobol                   | 1–0  | 1–2       | 2–2 (a)     |
| 2018–19   | UEFA Europa League            | 3° Clasificatoria | Maccabi Tel Aviv        | 0–0  | 1–2       | 1–2         |
| 2019–20   | UEFA Europa League            | 1° Clasificatoria | Shkupi                  | 3–3  | 2–1       | 5–4         |
| 2019–20   | UEFA Europa League            | 2° Clasificatoria | Jablonec                | 2–1  | 0–0       | 2–1         |
| 2019–20   | UEFA Europa League            | 3° Clasificatoria | Wolverhampton Wanderers | 0–4  | 0–4       | 0–8         |
| 2022–23   | UEFA Champions League         | 1° Clasificatoria | CFR Cluj                | 0–0  | 2–2 (aet) | 2–2 (4–3 p) |
| 2022–23   | UEFA Champions League         | 2° Clasificatoria | F91 Dudelange           | 0–1  | 4−1       | 4−2         |
| 2022–23   | UEFA Champions League         | 3° Clasificatoria | Red Star Belgrade       | 0–2  | 0–5       | 0–7         |
| 2022–23   | UEFA Europa League            | Playoff           | Sheriff Tiraspol        | 0–0  | 0–0       | 0–0 (2–3 p) |
| 2022–23   | UEFA Conference League        | Grupo H           | Basel                   | 1–2  | 1–3       | 3° Lugar    |
| 2022–23   | UEFA Conference League        | Grupo H           | Slovan Bratislava       | 2−0  | 1–2       | 3° Lugar    |
| 2022–23   | UEFA Conference League        | Grupo H           | Žalgiris                | 2−0  | 1–2       | 3° Lugar    |
| 2023–24   | UEFA Europa Conference League | 1° Clasificatoria | Narva Trans             | 2−0  | 3−0       | 5–0         |
| 2023–24   | UEFA Europa Conference League | 2° Clasificatoria | Kalmar                  | 2−1  | 2−1       | 4−2         |
| 2023–24   | UEFA Europa Conference League | 3° Clasificatoria | Bodø/Glimt              | 0–3  | 0–3       | 0–6         |
| 2024–25   | UEFA Champions League         | 1° Clasificatoria | Dinamo Minsk            | 0–1  | 0–0       | 0–1         |
| 2024–25   | UEFA Conference League        | 2° Clasificatoria | Struga                  | 3–1  | 1–2       | 4–3         |
| 2024–25   | UEFA Conference League        | 3° Clasificatoria | Ordabasy                | 1−0  | 1−0       | 2−0         |
| 2024–25   | UEFA Conference League        | Playoff           | Celje                   | 1−0  | 1–4       | 2–4         |
| 2025–26   | UEFA Conference League        | 1° Clasificatoria | Tre Fiori               | 5−0  | 0–1       | 5−1         |
| 2025–26   | UEFA Conference League        | 2° Clasificatoria | Győr                    | 2−1  | 1–3       | 3–4         |

### Récord europeo
| Torneo                        | J  | G  | E  | P  | GF | GC  | GD  |
| ----------------------------- | -- | -- | -- | -- | -- | --- | --- |
| UEFA Champions League         | 42 | 9  | 10 | 23 | 36 | 69  | –33 |
| UEFA Europa League / UEFA Cup | 28 | 9  | 7  | 12 | 27 | 48  | –21 |
| UEFA Conference League        | 22 | 12 | 0  | 10 | 33 | 29  | +4  |
| Total                         | 92 | 30 | 17 | 45 | 96 | 146 | −50 |

## Entrenadores

### Entrenadores desde el 2000
- Levon Yablukyan (2000–2001)
- Samvel Darbinyan (2001–2002)
- Oscar López (2002–2003)
- Mihai Stoichiță (2003–2004)
- Vardan Minasyan (2004–2005)
- Henk Wisman (2005–2006)
- Samvel Petrosyan (2006–2007)
- Armen Gyulbudaghyants (2007–2008)
- Vardan Minasyan (2008–2011)
- Suren Chakhalyan (enero de 2012–noviembre de 2012)
- Vardan Minasyan (interino) (noviembre de 2012–enero de 2013)
- Rafael Nazaryan (enero de 2013–noviembre de 2013)
- Varazdat Avetisyan (interino) (noviembre de 2013)
- Sargis Hovsepyan (diciembre de 2013–julio de 2016)
- Artak Oseyan (agosto de 2016 – mayo de 2017)
- Armen Gyulbudaghyants (junio de 2017 – agosto de 2017)
- Aleksei Yeryomenko (agosto de 2017 – octubre de 2017)
- Armen Gyulbudaghyants (octubre de 2017 – junio de 2018)
- Andrey Talalaev (junio de 2018 – )